# لورو سيوفينا
لورو سيوفينا (بالإيطالية: Loro Ciuffenna) هي كومونا تقع في مقاطعة أريتسو في منطقة توسكانا الإيطالية، وتقع على بعد حوالي 40 كيلومترا (25 ميل) جنوب شرق فلورنسا وحوالي 25 كيلومترا (16 ميل) شمال غرب أريتسو.
تحد لورو سيوفينا البلديات التالية: كاستل فوكوجنانو، كاستل سان نيكولو، كاستيلفرانكو بيانديسكو، كاستيجليون فيبوتشي، أورتينانو راجيولو، تالا، تيرانوفا براتشيوليني.

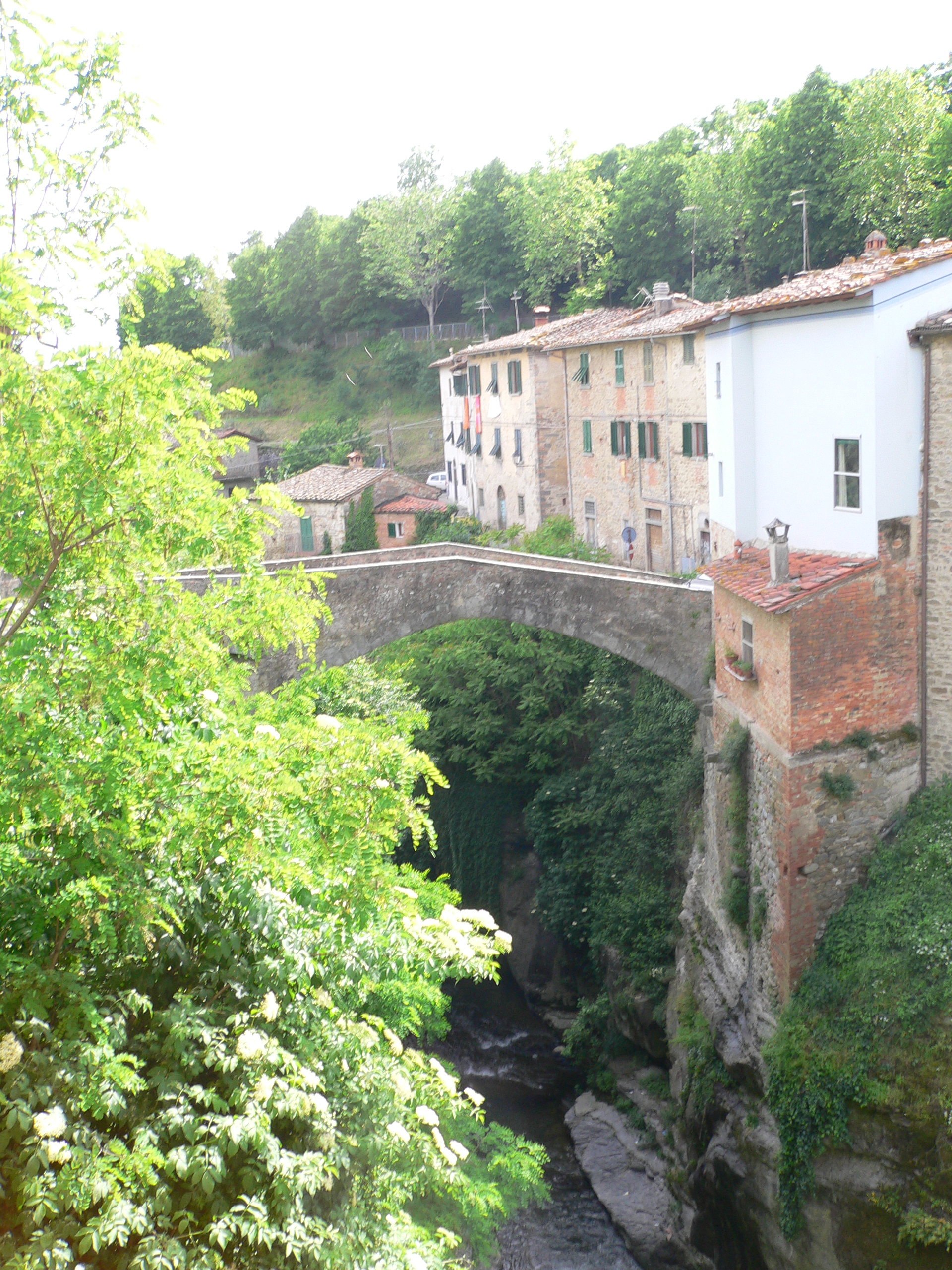
جسر في قرية لورو تشوفينا.

## المدن التوأم
- Gruissan، France
- Tifariti، Sahrawi Arab Democratic Republic